# Слобода (Починковский район)
Слобода — деревня в Починковском районе Смоленской области России. Входит в состав Даньковского сельского поселения. Население — 18 жителей (2007 год). 
Расположена в центральной части области в 12 км к юго-западу от Починка, в 11 км западнее автодороги А141 Орёл — Витебск, на берегу реки Сож. В 13 км северо-восточнее деревни расположена железнодорожная станция Починок на линии Смоленск — Рославль. 

## История
В годы Великой Отечественной войны деревня была оккупирована гитлеровскими войсками в июле 1941 года, освобождена в сентябре 1943 года.
У деревни Слобода располагался военный аэродром. Здесь, с октября по ноябрь 1943 года дислоцировался отдельный истребительный авиационный полк «Нормандия». 

## Достопримечательности
Церковь Владимирской иконы Божией матери 1803 года постройки.